# Лос-ан-Гоэль
Лос-ан-Гоэль (фр. Loos-en-Gohelle) — коммуна во Франции, регион О-де-Франс, департамент Па-де-Кале, округ Ланс, кантон Венгль. Пригород Ланса, расположен в 4 км к северо-западу от центра города, в 1 км от автомагистрали А21 «Рокада Миньер».
Население (2018) — 6 855 человек.

## История
Впервые этот населенный пункт упоминается в 1071 году под названием Лоэс (Lohes). На протяжении веков оно многократно менялось, пока в 1791 году не было официально закреплено как Лос (Loos). Его часто путали с Лос-ле-Лиллем, ныне пригородом Лилля, и в 1937 году к имени города было присоединено «Гоэль» по названию региона.
Первые упоминания о Лосе XI века связаны со строительством аббатства Аншен, но название главной церкви Лоса в честь Святого Ведаста, жившего в VI веке, позволяет говорить о том, что это место было заселено намного раньше. В Средние века Лос был большой деревней с численностью населения до 800 человек.

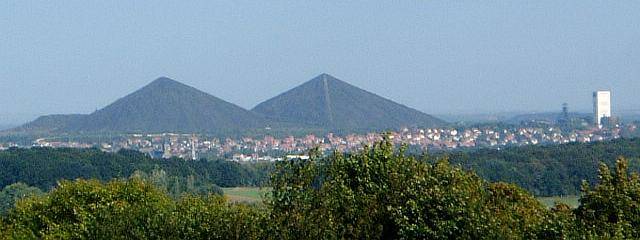
Терриконы

С 50-х годов XIX века у Лоса открылись новые горизонты — в регионе были обнаружены большие запасы каменного угля, и город стал одним из центром добычи угля, вследствие чего его население стало быстро расти. Процветание города было нарушено Первой мировой войной. В результате битвы при Лоосе 25 сентября — 8 октября 1915 года город был полностью стёрт с лица земли, не уцелело ни одно здание.
После закрытия горнорудных предприятий в 1986 году в Лосе были открыты несколько предприятий легкой промышленности, в основном текстильной.

## Достопримечательности
- Символы города — два террикона высотой 66 метров
- Церковь Святого Ведаста, восстановленная из руин после Первой мировой войны
- Военный мемориал

## Экономика
Структура занятости населения:
- сельское хозяйство — 0,8 %
- промышленность — 6,0 %
- строительство — 5,7 %
- торговля, транспорт и сфера услуг — 59,9 %
- государственные и муниципальные службы — 27,5 %

Уровень безработицы (2017) — 15,4 % (Франция в целом — 13,4 %, департамент Па-де-Кале — 17,2 %). 

Среднегодовой доход на 1 человека, евро (2017) — 18 870 (Франция в целом — 21 110, департамент Па-де-Кале — 18 610).

## Демография
Динамика численности населения, чел.

## Администрация
Администрацию Лоса с 2001 года возглавляет член партии «Европа Экология Зелёные» Жан-Франсуа Карон (Jean-François Caron), лидер «зеленых» в регионе Нор-Па-де-Кале. На муниципальных выборах 2020 года возглавляемый им список «зеленых» был единственным.
| Период | Период | Фамилия           | Партия                  | Примечания                                           |
| ------ | ------ | ----------------- | ----------------------- | ---------------------------------------------------- |
| 1972   | 1977   | Луи Дювошель      | Социалистическая партия |                                                      |
| 1977   | 2001   | Марсель Карон     | Социалистическая партия | работник типографии                                  |
| 2001   |        | Жан-Франсуа Карон | Европа Экология Зелёные | физиотерапевт, член Генерального совета департамента |